# Lagoa de Pedras
Lagoa de Pedras is een gemeente in de Braziliaanse deelstaat Rio Grande do Norte. De gemeente telt 7.282 inwoners (schatting 2009).